# گسل جوان زاگرس

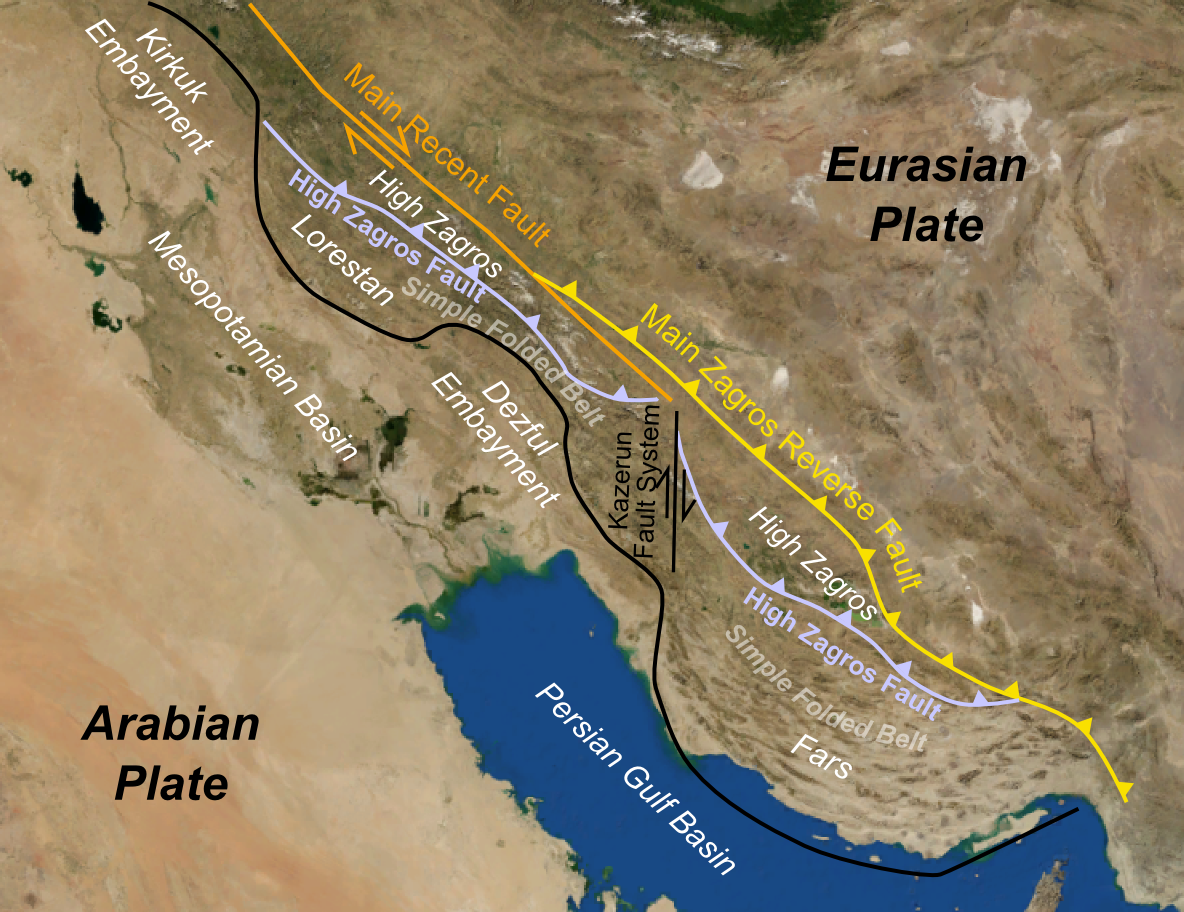
گسل‌های مهم کمربند چین‌خورده و رانده زاگرس گسل سراسری زاگرس • گسل جوان زاگرس (نارنجی) • راندگی اصلی زاگرس (زرد) گسل زاگرس بلند (آبی) گسل جبهه کوهستان (سیاه)

گسل اصلی جوان زاگرس یا گسل اصلی عهد حاضر زاگرس یکی از گسل‌های مهم زاگرس است که از گسل آناتولی شمالی در ترکیه آغاز شده و با راستای شمال‌غربی- جنوب‌شرقی ادامه می‌یابد. این گسل در عرض جغرافیایی ۳۷ درجه و ۳۰ دقیقه وارد مرز جغرافیایی ایران و عراق شده و با طول تقریبی ۸۰۰ کیلومتر در خاک ایران ادامه می‌یابد.
گسل اصلی جوان زاگرس یک زون باریک و مجموعه‌ای از چندین قطعه گسل امتدادلغز راست‌گرد است که عمدتاً موازی اما کاملاً متمایز از گسل اصلی معکوس زاگرس بوده و آن را در چندین محل قطع می‌کند. این گسل از نواحی مریوان در غرب ایران و نواحی مرزی ایران و عراق به سوی جنوب‌شرق امتداد یافته‌است.
گسل اصلی عهد حاضر زاگرس به همراه گسل اصلی معکوس زاگرس، مرز شمال‌شرقی کمربند چین‌خورده و رانده زاگرس را تشکیل می‌دهند و این کمربند را از پهنه سنندج – سیرجان و ایران مرکزی جدا می‌کنند.

## گسل‌های فرعی
قطعات اصلی پهنه گسلی جوان زاگرس در ۳۳ تا ۳۵ درجه عرض شمالی از جنوب‌شرق به سمت شمال‌غرب به‌ترتیب عبارتند از: گسل دورود، گسل نهاوند، گسل گارون (قارون)، گسل صحنه، گسل مروارید و گسل پیرانشهر.

### گسل دورود
گسل دورود دارای طول تقریبی ۱۰۰ کیلومتر و روند عمومی شمالی است که از جنوب دورود تا حوالی بروجرد امتداد دارد. آخرین حرکت نسبت‌داده‌شده به این گسل، مربوط به زمین‌لرزه مخرب سیلاخور در سال ۱۹۰۹ است.

### گسل نهاوند
گسل نهاوند در ادامه گسل دورود است که از ۵۵ کیلومتری غرب بروجرد تا شمال‌غربی نهاوند در راستای شمال ۳۲۰ درجه، امتداد دارد. گسل نهاوند از چند قطعه مجزا تشکیل شده که هر کدام نام‌های جداگانه دارند.

### گسل گارون
گسل گارون به موازات گسل نهاوند و در فاصله تقریبی ۱۰ کیلومتری جنوب‌غربی آن قرار دارد. این گسل در حاشیه جنوب‌غربی دشت نهاوند قرار دارد و رسوبات آبرفتی کواترنر را از سنگ‌های دگرگونی گارون جدا می‌کند. حرکت‌های جوان این گسل، همانند گسل نهاوند، با تغییر شکل رسوبات کواترنر و به‌ویژه زمین‌لرزه ۱۹۵۸ نهاوند به اثبات رسیده‌است.

### گسل صحنه
گسل صحنه با طول نزدیک به ۱۰۰ کیلومتر، دو گسل گارون و مروارید را به یکدیگر متصل می‌سازد. برخی زمین‌شناسان، این گسل را به سه قطعه جنوب‌شرقی، مرکزی و شمال‌غربی تقسیم کرده‌اند.

### گسل مروارید
گسل مروارید بخشی از گسل اصلی عهد حاضر زاگرس است که در منطقه کامیاران قابل دیدن است. در نزدیکی کامیاران، این گسل یک توده بازیک بزرگ را محدود کرده‌است که در امتداد گسل آلتراسیون هیدروترمال گسترش زیادی دارد. خش‌لغزهای سطح گسل، گویای حرکت‌های بسیار جوان آن است.

### گسل پیرانشهر
گسل پیرانشهر دارای روند شمال‌غربی – جنوب‌شرقی است که مرمرهای ژوراسیک – کرتاسه رادر جنوب‌غربی از آبرفت‌های کواترنر در شمال‌غربی جدا می‌کند. برخی زمین‌شناسان این گسل را قطعه شمال‌غربی گسل اصلی عهد حاضر زاگرس دانسته‌اند. زمین‌لرزه‌های متعددی از سال ۱۹۶۴ تا کنون بر روی این گسل ثبت شده‌است.

## لرزه‌خیزی
گسل اصلی جوان زاگرس، فعال و لرزه‌زا است و رومرکز چند زمین‌لرزه در امتداد این گسل در کردستان ایران و عراق به ثبت رسیده‌است. حرکات کواترنری این گسل از نوع امتداد لغز راست‌گرد است که با تغییر شکل رسوبات کواترنر همراه است.
گسل اصلی عهد حاضر زاگرس از نظر زمین‌ریخت‌شناسی و ساختاری در گستره زاگرس کاملاً مشخص بوده و سازوکار کانونی زمین‌لرزه‌ها و پتانسیل لرزه‌خیزی آن کاملاً متمایز از کمربند چین‌خورده و رانده زاگرس است.
زمین‌لرزه‌های بزرگ زاگرس عمدتاً بر روی قطعات گوناگون گسل اصلی عهد حاضر روی داده‌اند. زمین‌لرزه‌های ۲۳ ژانویه ۱۹۰۹ سیلاخور با بزرگی ۷٫۴، بزرگ‌ترین زمین‌لرزه ثبت‌شده در زاگرس با ۴۵ کیلومتر گسیختگی سطحی است که بر اثر جنبش گسل دورود رخ داده‌است.
مهم‌ترین زمین‌لرزه‌های روی‌داده در گسل جوان زاگرس عبارتند از:
- زمین لرزه ۱۰۰۸ میلادی دینور
- زمین‌لرزه ۱۲۸۷ بروجرد: در دشت سیلاخور با بیش از ۴۰ کیلومتر گسلش سطحی
- زمین‌لرزه ۱۳۳۶ فارسینج
- زمین لرزه ۱۶ اوت ۱۹۵۸ میلادی نهاوند
- زمین لرزه ۲۴ مارس ۱۹۶۳ میلادی کارخانه
- زمین‌لرزه ۱۳۸۵ بروجرد و دورود

به باور مانوئل بربریان، زمین‌لرزه‌های زیر نیز در ارتباط با فعالیت این گسل هستند:
- زمین‌لرزه‌های ۲۲ ژوئیه و ۱۷ اوت ۱۹۶۴ میلادی با بزرگای حدود ۵٫۵ که سبب تخریب بخش‌هایی از پنجوین در عراق (شمال‌غربی مریوان) و کشته‌شدن ۶ نفر شد.
- زمین‌لرزه ۲۵ اکتبر ۱۹۷۰ با بزرگای ۵ در نزدیکی پیرانشهر که به خسارت‌دیدن ۱۵۰ خانه و زخمی‌شدن ۲۰ نفر انجامید.
- زمین‌لرزه ۲۸ نوامبر ۱۹۶۹ با بزرگای ۴ تا ۵ در جنوب پیرانشهر.[۱]